# مان لوئیس (آلاباما)
مان لوئیس (به انگلیسی: Mon Louis) یک منطقهٔ مسکونی در ایالات متحده آمریکا است که در آلاباما واقع شده‌است. مان لوئیس ۰٫۰ متر بالاتر از سطح دریا واقع شده‌است.